# A Song Across Wires
A Song Across Wires è il nono album in studio del DJ statunitense Brian Transeau, anche noto come BT. Il disco è uscito nell'agosto 2013.

## Tracce
1. Skylarking – 8:45
2. Letting Go (con Fractal & JES) – 5:41
3. Tomahawk (con Adam K) – 7:17
4. City Life (con Bada & Fractal) – 6:09
5. Stem the Tides (con tyDi & Tania Zygar) – 6:51
6. Tonight (con tyDi & JES) – 7:13
7. Love Divine (con Stefan Dabruck & Christian Burns) – 4:45
8. Surrounded (con Aqualung) – 4:58
9. Vervoeren – 6:05
10. Calling Your Name (con Tritonal & Emma Hewitt) – 6:07
11. Must Be the Love (con Arty & Nadia Ali) – 7:15
12. Lifeline (feat. Dragon, Jontron & Senadee) – 8:08